# میشل براون (ورزشکار)
میشل براون (انگلیسی: Michele Brown؛ زادهٔ ۳ july ۱۹۳۹ (۸۵ سال)) ورزشکار دو و میدانی اهل استرالیا است.